# Lester B. Pearson
Lester Bowles Pearson (Toronto, 23 de abril de 1897 - Ottawa, 27 de diciembre de 1972) fue un político, diplomático, estadista y académico canadiense que ejerció como primer ministro de Canadá de 1963 a 1968.
Nacido en Newtonbrook, Ontario, Pearson se formó en política internacional luego de luchar en la Primera Guerra Mundial, convirtiéndose en un respetado académico y diplomático. Fue embajador de Canadá en Estados Unidos de 1944 a 1946 y luego Secretario de Estado para Asuntos Exteriores de 1948 a 1957, bajo los gobiernos liberales de William Lyon Mackenzie King y Louis St. Laurent. En 1953 se candidató a la secretaría general de las Naciones Unidas, pero perdió por poco. En 1956 organizó la Fuerza de Emergencia de las Naciones Unidas en respuesta a la crisis del Suez, lo que le valió reconocimiento internacional y un Premio Nobel de la Paz. Luego de que los liberales sean derrotados en 1957, Pearson fue electo líder del partido al año siguiente, pero sufrió dos derrotas consecutivas ante el primer ministro conservador John Diefenbaker, en 1958 y 1962, hasta finalmente vencerlo en las elecciones de 1963. Pearson fue aseguró un segundo mandato en las elecciones de 1965, donde volvió a vencer a Diefenbaker.
Como primer ministro, Pearson tuvo que colaborar con los partidos de oposición, ya que las dos elecciones que ganó resultaron en gobiernos en minoría. Su gobierno buscó expandir el estado de bienestar del país, por lo que estableció un sistema de salud universal financiado con fondos públicos, un sistema de préstamos estudiantiles y un programa de pensiones para jubilados. Durante su mandato se crearon varias instituciones que separaron más a Canadá de su pasado como colonia británica, como la Real Comisión de Bilingüismo y Biculturalismo, la Orden de Canadá y la bandera actual del país, además de que se unificaron las Fuerzas Armadas Canadienses. En materia de política exterior, Pearson optó por el pragmatismo, por lo que mantuvo al país fuera de la Guerra de Vietnam al mismo tiempo que albergó armas nucleares de Estados Unidos en territorio canadiense.
Luego de cinco años en el poder Pearson decidió retirarse de la política, lo sucedió su ministro de Justicia, Pierre Trudeau. Murió cinco años después, en 1972, debido a un cáncer hepático. A pesar de que durante su mandato no fue popular, en retrospectiva es visto por historiadores y el público general como uno de los canadienses más importantes del siglo XX y como uno mejores primeros ministros del país.

## Biografía
Pearson nació en el seno de una familia con tendencias políticas diversas. Entró a estudiar a la Universidad de Toronto cuando se produjo el estallido de la Primera Guerra Mundial. Pearson se alistó como voluntario y sirvió a la aviación canadiense. Terminada la guerra volvió a Canadá a terminar sus estudios. Luego, se fue a perfeccionar a Oxford.

## Trayectoria
Al volver a Canadá, se unió al Departamento de Asuntos Exteriores de su país. Durante su gestión se desempeñó como representante del país en varias conferencias internacionales hasta la Segunda Guerra Mundial.
Durante la guerra, se desempeñó como viceministro de Relaciones Exteriores, primer secretario de la embajada canadiense en Londres, cónsul y luego embajador en Estados Unidos, entre otros. Finalizada la guerra, fue el representante canadiense ante la ONU (1944-1946) y luego fue nombrado Ministro de Asuntos Exteriores (1948-1957).
Fue en las Naciones Unidas donde consiguió uno de sus mayores logros. En 1956, mientras se producía la crisis del canal de Suez que enfrentaba a Egipto contra Francia, Gran Bretaña e Israel, Pearson fue el ideólogo y principal auspiciador de la creación de una fuerza de paz que se interpusiera entre las partes del conflicto, idea que fue aprobada y finalmente se llevó a cabo dando lugar a las Operaciones de mantenimiento de la paz de Naciones Unidas, popularmente conocidas como "cascos azules". Gracias a esta idea, fue galardonado al año siguiente con el Premio Nobel de la Paz.
Tras terminar su carrera diplomática, se dedicó a la política. Fue miembro del Partido Liberal de su país, y entre 1963 y 1968 fue primer ministro. Durante su gobierno se creó la actual bandera nacional de Canadá.

## Vida personal
En 1925, Pearson contrajo matrimonio con Maryon Elspeth Moody, de Winnipeg. Tuvieron un hijo y una hija.
| Predecesor: John George Diefenbaker | Primer ministro de Canadá 1963-1968 | Sucesor: Pierre Trudeau |